# 小行星7070
小行星7070（英語：7070）是一颗围绕太阳公转的小行星。1994年12月25日，上田清二、金田宏在钏路市发现了此天体。
这颗小行星的绝对星等为289.0577076515438等。